# スペイン1978年憲法

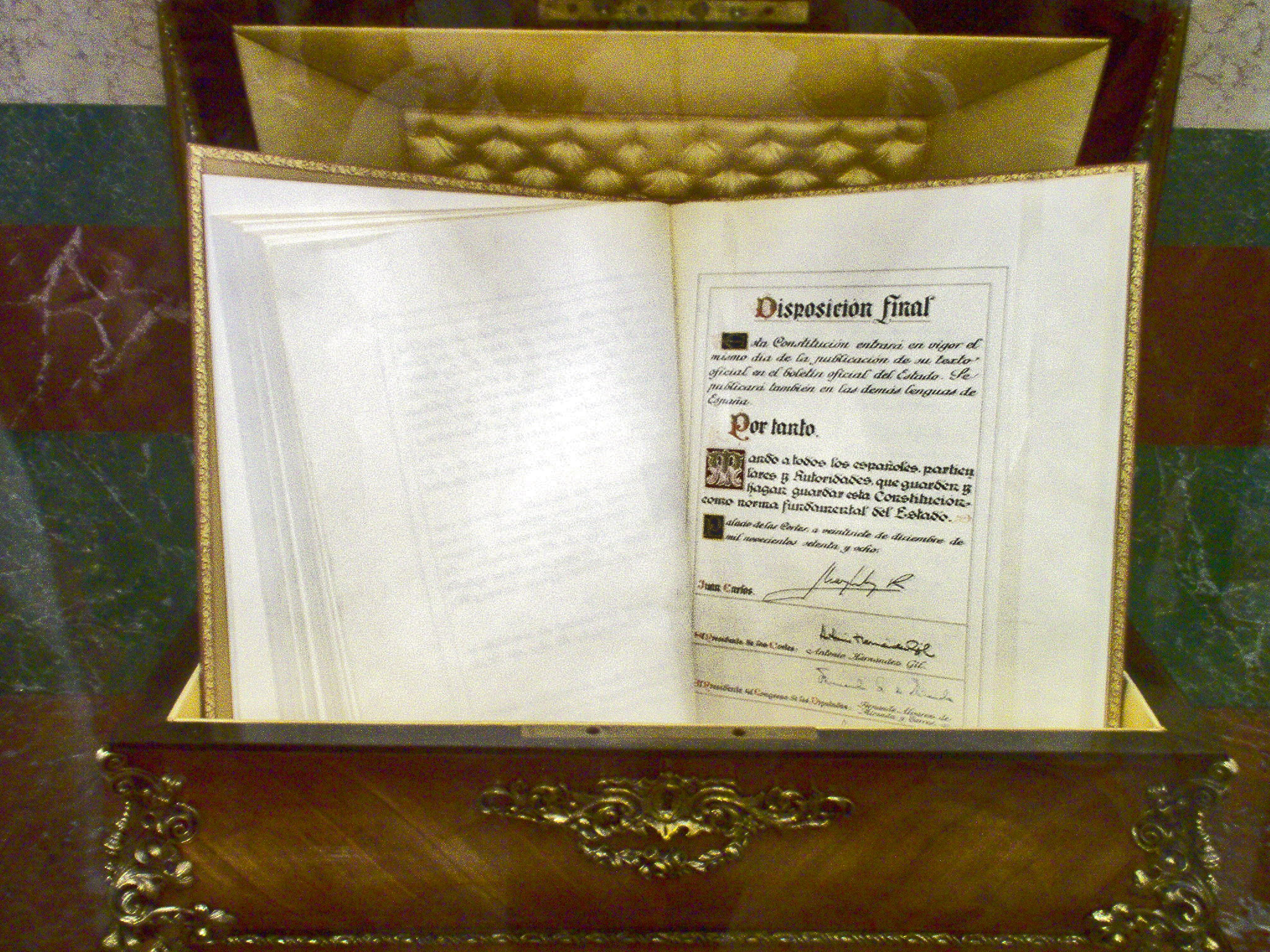
議会で保存される憲法文

スペイン憲法（スペインけんぽう、スペイン語: Constitución Española）は、スペインの憲法である。
フランシスコ・フランコによる独裁政権崩壊後、1978年の民主化運動によって成立したためスペイン1978年憲法とも言う。
1978年10月31日に行われた全国投票で88%の賛成票を得て、1978年12月6日に国会によって可決された。

## 概要
1975年に独裁者フランシスコ・フランコが病没すると、それまで押さえ込まれていた民主化運動が一挙に進展を見せた。1977年に民主主義勢力は議会を再開して総選挙を敢行、スペイン内戦から停止されたままだった憲法の再制定に向けて動き出した。
選挙で議会の多数を占めた中道勢力の寄り合い所帯民主中道連合（UDC）が主導的に憲法制定を牽引した。他に左派に属する社会労働党（PSOE）、地方の民族運動の先鋒たるカタルーニャ民族主義政党集中と統一（CiU）、フランコ政権下の閣僚を中心に結成された右派の国民同盟（AP）も議論に参加した。憲法内容については国民同盟の反対などもあったものの、独裁政権時代を忌避する国民の意向を受けて「地方分権」「多民族の共生」「連邦主義」を柱にしたものとなった。
フランコの遺言を無視して民主主義派の後ろ盾となっていた国王フアン・カルロス1世は12月27日に憲法に署名を行い、12月29日に憲法が施行された。
12月6日は現在、憲法記念日として休日とされている。

## 憲法の改正
スペイン憲法は硬性憲法であり、その改正に関しては第166条から第169条で規定されている。政府、代議院、元老院及び自治州議会が憲法改正法案を提出できる。提出された憲法改正法案は、各議院の「総議員の5分の3以上の賛成」により可決される。両院で異なる議決が行われた場合には両院の議員が同数で構成する合同委員会が設置され、この合同委員会において両院の合意形成が図られる。この合同委員会により提出された改正案も、各議院の「総議員の5分の3以上の賛成」により可決される。
他方、「全面改正」又は「人権規定又は国王に関する規定を含む部分改正」の場合には、議会の可決要件が異なり、さらに必ず国民投票が行われる。まず、各議院の「総議員の3分の2以上の賛成」により、改正の原則を可決する必要がある。両院において可決された場合には自動的に両院が解散され、総選挙が実施される。次に、総選挙後の新議会において改正の原則を再承認した上で具体的な改正案を審議し、各議院の「総議員の3分の2以上の賛成」により改正案を可決する必要がある。最後に国民投票が実施される。ここでは「投票総数の過半数の賛成」による承認が必要となる。
また、人権規定又は国王に関する規定を含まない部分改正に関しても国民投票を組み込むことができる。議会による可決後15日以内に「各議院のどちらかの議員の10分の1以上の要請」がある場合には、国民投票が実施される。

## 1978年憲法前文
「スペインの国家」は、正義・自由・秩序を確立する事を望み、これに協力する全ての人民の保護を約束すべく、以下を宣言する。
- 憲法の範囲内における民主主義の権利を認め、経済と社会の要請に応じて法を制定する。
- 全てのスペイン人、及び全ての「スペインの住民」の人権・言語・民族文化に自由を与える。
- 法による統治（法治主義）を徹底する。
- 平和で民主的な社会へ向けて前進する。

議会は憲法を認め、スペイン住民は憲法を受け入れるものとする。